# Competición de robots
Una competición de robótica es una competición donde robots diseñados, construidos o programados por diferentes participantes compiten según un conjunto determinado de reglas. Diferentes organismos nacionales e internacionales regulan las normas de estas competiciones, como por ejemplo:
- la Liga Nacional en España
- la Robocup en competiciones de fútbol robotizado
- la FIRST lego league donde se usan principalmente productos específicos de Lego.
- la Vex Robotics league [1] donde se usan materiales de Vex Robotics

## Tipos de competición
Actualmente existen varias clases de competiciones, siendo las más populares en varios países el rastreo de línea, el laberinto, la lucha Sumo y las competiciones de humanoides.

### Velocistas
En esta competición, los robots participantes deben completar un circuito cerrado corriendo uno contra otro empezando en puntos opuestos del circuito. La carrera termina cuando uno de los robots alcanza al otro puesto que no tienen forma de detectarse mutuamente, solo tienen sensores que miran al suelo.

### Siguelínea
En esta competición, los robots participantes deben seguir una línea trazada en el suelo en el menor tiempo posible. La complejidad del recorrido suele ser mayor que la vista en velocistas y se pueden usar marcadores en el suelo para indicar el camino óptimo a seguir.

### De carreras
Similar al sigue líneas pero los coches no usan símbolos muy evidentes para seguir el circuito, utilizan sistemas de visión avanzada para reconocer ciertas características de la pista como los límites laterales de la misma y habitualmente disponen del conocimiento previo sobre el circuito que están recorriendo.

### Laberinto
La prueba puede consistir en recorrer un laberinto y encontrar la salida, o puede incluir, además, la prueba adicional de que el robot debe hallar y sacar del laberinto uno o más objetos ubicados en distintos puntos del mismo. El laberinto puede estar hecho con paredes delimitadoras de los caminos posibles, o dibujado en el suelo con una línea.

### Bombero
El robot debe ser capaz de identificar una pequeña llama y apagarla usando algún elemento mecánico (habitualmente sin uso de líquidos).

### Sumo
En este estilo de competición dos robots se enfrentan dentro de una zona delimitada; la idea es que ambos intentan sacarse mutuamente de esta zona. La competición de sumo robotizado más importante es el All Japan Robot Sumo.

### Combate destructivo con ruedas
Suele ser una competición de control remoto. En esta prueba, dos robots se enfrentan en una arena de combate de una medida previamente conocida. Ambos robots tienen un arma a distancia y un arma para combate cuerpo a cuerpo. El arma a distancia consiste en un lanzador de algún tipo de proyectil, por lo general muy liviano, que no cause daños a su objetivo. Los dos robots deben enfrentarse en la zona de combate hasta que uno de los dos es alcanzado por un proyectil del otro, o por su arma de lucha directa.

### Humanoides/Bipedos
Se enfrentan robots cuyo movimiento utiliza dos extremidades inferiores (análogas a las extremidades inferiores de los animales bípedos). Los robots pueden competir combatiendo el uno con el otro, recorriendo un circuito o subiendo escaleras.

### Stockage y almacenaje
El robot debe ser capaz de ubicar elementos en un armario y de retirarlos sin intervención humana.

## Principales competiciones en España
- Alcabot / Hispabot
- ASTI Robotics Challenge
- Eurobot
- European Land-Robot Trial
- FIRST
- Malakabot
- RoboCAT
- Robolid

## Principales competiciones en países no latinos
Actualmente hay tres competiciones que destacan por la importancia de sus categorías, su antigüedad, el volumen de sus premios o la calidad de sus robots.
- All Japan Robot-Sumo Tournament
- RoboChallenge Rumania
- Robocup
- XRoboHub

## Competiciones descontinuadas
- Cosmobot
- AESSBot
- Competencia Robótica UTFSM
- Competencia Argentina de Sumo UTN - FRBB